# Almane
Almane, auch Almene, war ein ostindisches Gewichtsmaß. Verwendet wurde es im Safranhandel. Das Maß glich dem Maß Roik, das aber für andere trockene Waren, insbesondere Reis, verwendet wurde.
- 1 Almane =  2 Pfund = etwa 1127 Gramm